# 401. п. н. е.

## Догађаји
- Одиграла се Битка код Кунаксе

## Смрти
- Клеарх - спартански најамнички војсковођа Пелопонеског рата и похода Десет хиљада.